# Osieck (Powiat Otwocki)
Osieck ist eine Stadt im Powiat Otwocki der Woiwodschaft Masowien in Polen. Es ist Sitz der gleichnamigen Stadt-und-Land-Gemeinde mit etwa 3550 Einwohnern.

## Geschichte
Osieck wurde zum 13. Januar 1870 vom Zaren seiner 1558 verliehenen Stadtrechte beraubt, um die Stadt für die Teilnahme ihrer Einwohner am Januaraufstand zu bestrafen. Zum 1. Januar 2024 erhielt Osieck seine Stadtrechte zurück.

## Gemeinde
Zur Stadt-und-Land-Gemeinde Osieck gehören 29 Dörfer mit einem Schulzenamt.

## Verkehr
Der Dienstbahnhof Osieck liegt an der Bahnstrecke Skierniewice–Łuków. Am 4. Juni 1981 ereignete sich der Eisenbahnunfall von Osieck, bei dem 25 Menschen starben.